# Solitudo Argiphontae
Solitudo Argiphontae és una característica d'albedo a la superfície de Mercuri, localitzada amb el sistema de coordenades planetocèntriques a 25 ° latitud N i 290 ° longitud E. El nom va ser aprovat per la UAI l'any 1976 i fa referència a una característica d'albedo del mapa d'Antoniadi.